# 德拉戈米爾恰尼
48°53′25″N 24°38′17″E / 48.89028°N 24.63806°E
德拉戈米爾恰尼（烏克蘭語：Драгомирчани），是烏克蘭西部的村莊，隸屬伊萬諾-弗蘭科夫斯克州的伊萬諾-弗蘭科夫斯克區。該村始建於1378年，面積8.52平方公里，2001年人口1,627。